# Mariano Gómez

Mariano Gómez

Mariano Gómez (Manilla, 2 augustus, 1799 - Manilla, 17 februari 1872) was een Filipijnse priester. Gómez werd samen met twee andere priesters Jose Burgos en Jacinto Zamora door de Spanjaarden geëxecuteerd vanwege hun vermeende betrokkenheid bij de Cavite-muiterij in 1872. De drie priesters werden hierdoor helden en martelaars voor het door de Spanjaarden onderdrukte Filipijnse volk.

## Biografie
Gómez werd geboren in een buitenwijk van Manilla genaamd Santa Cruz. Zijn ouders waren Francisco Gomez en Martina Guard. Na zijn studie aan het Colegio de San Juan de Letran, studeerde hij theologie aan de University of Santo Tomas.
Op 2 juni 1824 werd hij aangesteld als hoofdpriester van Bacoor in de provincie Cavite. Naast de gebruikelijk spirituele werkzaamheden gaf hij ook les aan de school voor landbouw en katoenindustrie in de buurt en zorgde hij voor het goede onderlinge relaties tussen de andere priesters. Hij zette zich bovendien in voor de rechten van Filipijnse priesters, die vaak te lijden had onder misbruik van Spaanse priesters.
In 1872 werd Gomez beschuldigd van hoogverraad, opruiing en actieve deelname aan de gewapende revolutie in Cavite. Op 15 februari 1872 werd hij hiervoor samen met twee andere priesters Jacinto Zamora en José Burgos in een schijnproces ter dood veroordeeld door een militaire rechtbank. Gouverneur-generaal van de Filipijnen Rafael de Izquierdo ging akkoord. Twee dagen na de veroordeling werden de drie geëxecuteerd op Bagumbayan Field, tegenwoordig Rizal Park, in Manilla.
De executie van de drie priesters maakte van hen martelaren voor het Filipijnse volk en droeg bij aan een groeiend nationalisme, die in 1896 zou leiden tot de Filipijnse revolutie. Jose Rizal droeg zijn boek El filibusterismo op aan de drie priesters.